# Ignazio Lupo
Ignazio Lupo (pronunciación en italiano: /iɲˈɲattsjo ˈluːpo/; 21 de marzo de 1877 - 13 de enero de 1947), también conocido como Ignazio Saietta y Lupo the Wolf, fue un líder de la Mano Negra de origen siciliano en Nueva York en los inicios del siglo XX. Sus negocios se centraban en el barrio de Little Italy, Manhattan, donde administraba grandes operaciones de extorsión y cometía varios crímenes incluyendo asaltos, usura y asesinato. A inicios del siglo, Lupo fusionó su pandilla con otras del South Bronx y Harlem del Este para formar la familia criminal Morello, que se convirtió en la principal familia mafiosa en Nueva York.
Sospechoso de por lo menos 60 asesinatos, no fue capturado por las autoridades hasta 1910, cuando el Servicio Secreto lo arrestó por manejar un anillo de falsificación de gran escala en las montañas de Catskill. Fue liberado bajo palabra luego de pasar en prisión 10 años de una sentencia de 30. Algunos años después, fue forzado a retirarse por el emergente Sindicato nacional del crimen liderado por Lucky Luciano.

## Primeros años
Ignazio Lupo nació en Palermo, Sicilia, hijo de Rocco Lupo y Onofria Saietta. Algunas veces ha sido llamado con el apellido de soltera de su madre, como Ignazio Saietta, pero su verdadero apellido era Lupo. A la edad de 10 años, trabajó en una tienda de ultramarinos en Palermo. En octubre de 1898, disparó y mató a un empresario rival llamado Salvatore Morello, según Lupo lo hizo en defensa propia luego de que Morello lo atacó con una daga durante una discusión en la tienda de Lupo. Lupo se escondió luego del asesinato siguiendo el consejo de sus padres y eventualmente huyó de Sicilia para evitar que lo capturen. Luego de estar en Liverpool, Montreal, y Buffalo, llegó a Nueva York en 1898. El 14 de marzo de 1899, Lupo fue juzgado in absentia por "asesinato doloso", basado en las declaraciones de los cajeros que trabajaron en su tienda. Lupo jamás cumpliría la condena siciliana aunque alguna vez regresó a Sicilia.
Luego de establecerse en Nueva York, Lupo abrió una tienda en la calle 72 este en Manhattan con su primo Saitta, pero trasladó su negocio a Brooklyn luego de una discusión. En 1901, se mudó de vuelta a Manhattan y abrió una pequeña tienda de importaciones en el 9 Prince Street, mientras también administraba un saloon cruzando la calle en el 8 Prince Street. El padre de Lupo, Rocco, se le unió en Nueva York en 1902 y juntos abrieron una tienda de abarrotes en la calle 39 entre las avenida Novena y Décima. Fue por esta época que Lupo empezó a tomar ventaja de sus compañeros inmigrantes italianos utilizando las tácticas de extorsión de la Mano Negra.

## Familia criminal Morello
En 1902, Giuseppe Morello compró el saloon ubicado en el 8 Prince Street. Morello había inmigrado a los Estados Unidos desde Sicilia en los años 1890 y se le habían unidos sus medio hermanos Vincenzo Terranova, Ciro Terranova y Nicholas Morello. Lupo se volvió cercano a los Morello y eventualmente se casó con su hermana menor Salvatrice Terranova el 23 de diciembre de 1903. Mantuvo su liderazgo sobre sus intereses basados en Little Italy pero a inicios de los años 1900 fusionó su grupo con el de los Morello/Terranova, que básicamente formó lo que sería conocido como la familia criminal Morello, que en ese entonces fue la principal familia mafiosa en Nueva York. Lupo mantuvo su base de operaciones en Little Italy, pero cedió el liderazgo a Giuseppe Morello que regía desde su base en el Harlem italiano donde varios miembros de su grupo, incluyendo sus hermanos, lideraban los grupos afiliados y administraban los garitos con soldados como Giuseppe Fanaro, Giuseppe "Joe" Catania Sr., Charles Ubriaco y Tommaso "The Ox" Petto, un sicario de alto nivel dentro de la familia. Lupo demandó absoluta obediencia de los miembros de su pandilla. Así, mataba a sus parientes sólo porque sospechaba que uno de ellos fuera un traidor. Su reputación se hizo tan terrible que fue común que los inmigrantes italianos se persignaran a la sola mención de su nombre.

## Crímenes cometidos y prisión
Lupo fue sospechoso de por lo menos 60 asesinatos y debe haber matado a varias personas más. Fue sospechoso del asesinato el 22 de julio de 1902 de Giuseppe "Joe the Grocer" Catania. Catania fue sospechoso de hablar abiertamente ante sus vecinos y amigos acerca de una operación de falsificación en la que estaba envuelto con Lupo. Catania también testificó contra varios hombres en Palermo, que resultó en condenas de más de 20 años. Catania fue acuchillado a muerte y dejado dentro de un saco de patatas en la orilla de Bay Ridge, Brooklyn. Lupo también fue sospechoso del asesinato del barril de Madonia Benedetto el 14 de abril de 1903. Pero no fue capturado hasta 1910, cuando el Servicio Secreto lo arrestó por dirigir una operación a gran escala de falsificación en las Montañas de Catskill. Fue sentenciado a 30 años y preso en la Prisión de Atlanta, but was granted parole on June 30, 1920.
Mientras cumplía los términos de su libertad bajo palabra, Lupo quiso viajar a Italia, sin embargo, la ley le prohibía abandonar el país. En 1922, el presidente Warren Harding liberó a Lupo de los límites de su libertad bajo palabra garantizándole una conmutación condicional de la sentencia. El Reporte Anual del Fiscal General de 1922 mencionó el deseo de Lupo de regresar a Italia pero también notó que su compañero, Giuseppe Morello, había recibido una conmutación luego de tan sólo ocho años de prisión. El antiguo jefe del Servicio Selectivo consideró que la culpa relativa de ambos hombres era, en general, la misma y entonces recomendó la conmutación para Lupo.
Harding en efecto, estableció una condición a la conmutación requiriendo que Lupo se mantenga cumpliendo la ley y desconectado de cualquier acción delictiva durante el resto del periodo de su sentencia. El presidente mismo sería quien juzgaría si la condición se cumplió o no y, de no haberse cumplido, declararía que la conmutación era nula y la revocaba. En tal circunstancia, el presidente ordenaría el arresto de Lupo y su regreso a prisión para cumplir el resto de la sentencia.
En algún momento a inicios de los años 1930, los líderes del emergente Sindicato nacional del crimen llamaron a Lupo para una reunión y lo forzaron a entregarles todos sus garitos con excepción de uno pequeño de lotería italiana en Brooklyn. Lupo basaba sus operaciones casi enteramente en la violencia y el terror y el Sindicato prefería el soborno primero y sentía que las tácticas de Lupo llamaban mucho la atención.
Por su lado, Lupo formó un garito de extorsión para panaderos. En 1936, el gobernador de Nueva York Herbert Lehman pidió al presidente Franklin D. Roosevelt que haga que Lupo regrese a prisión por extorsión a gran escala. Fue reingresado a la prisión federal de Atlanta para servir unos cuantos años más de su sentencia original por falsificación.

## Muerte
Luego de su liberación, regresó a Brooklyn, donde murió más o menos sin que nadie lo note en 1947. Lupo y los cuatro hermanos Morello yacen en tumbas sin lápida en el Calvary Cemetery en Queens, Nueva York, no lejos de la tumba de Joe Petrosino, quien los investigó y otros miembros de la familia criminal Morello.

## En la cultura popular
- Hay un personaje llamado "Ignaz the Wolf" en la historia corta "Too Much Pep" del autor Damon Runyon.[17]
- El personaje de Don Fanucci en El padrino II está basado en Ignazio Lupo.[18][19]
- La banda australiana Sticky fingers publicó su álbum llamado "Lekkerboy", que contiene una canción llamada "Lupo the wolf", donde cuentan la historia de un “gánster siciliano famoso por convertirse en un señor del crimen y cortar a las personas.” [20]